# مسیحیت و پاگانیسم
مسیحیت و پاگانیسم (انگلیسی: Christianity and paganism) پاگانیسم معمولاً برای اشاره به ادیان مختلفی استفاده می‌شود که در دوران تاریخ باستان و قرون وسطی وجود داشته‌اند، مانند ادیان یونانی-رومی امپراتوری روم، از جمله ادیان اسرارآمیز یونانی-رومی، ادیانی مانند فلسفه نوافلاطونی و گنوسیسم، و ادیان قوم‌باور هم در داخل و هم در خارج از امپراتوری مورد باور واقع می‌شوند. در طول قرون وسطی، این اصطلاح همچنین برای اشاره به مذاهب خارج از امپراتوری روم سابق، مانند چندخدایی آلمانی، دین مصر باستان و چندخدایی بالتیک اطلاق می‌شد.
از دیدگاه مسیحیان اولیه، همه این ادیان به عنوان قومی (یا غیر یهودی (جنتیل)، اصطلاح ترجمه‌ای گوی، که بعداً به عنوان بت‌پرستی ترجمه شد) شناخته شدند. برخلاف یهودیت معبد دوم. در اوایل قرون وسطی (۸۰۰–۱۰۰۰)، ادیانی که به آنها بت‌پرستی اطلاق می‌شد، عمدتاً در غرب از طریق آمیزه‌ای از تغییر مذهب مسالمت‌آمیز، تغییرات مذهبی طبیعی، آزار و اذیت و تسخیر نظامی مردمان بت‌پرست ناپدید شدند. مسیحی شدن لیتوانی در دهه ۱۴۰۰ معمولاً به عنوان پایان این روند در نظر گرفته می‌شود.